# Columnea hirta
Columnea hirta är en tvåhjärtbladig växtart som beskrevs av Johann Friedrich Klotzsch och Johannes von Hanstein. Columnea hirta ingår i släktet Columnea och familjen Gesneriaceae.

## Underarter
Arten delas in i följande underarter:
- C. h. hirta
- C. h. mortonii

## Bildgalleri

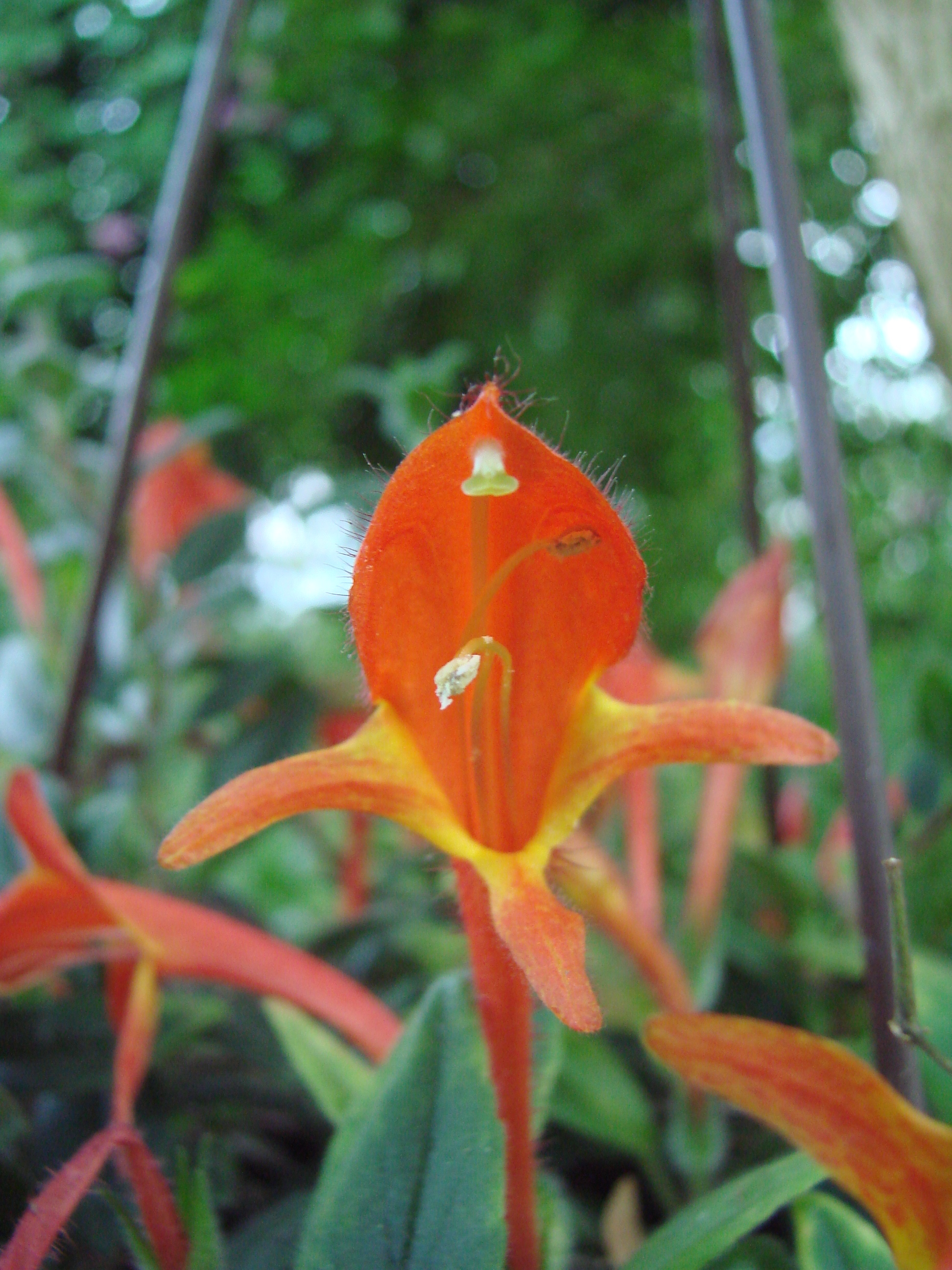